# MOL Aréna
Het MOL Aréna is een multifunctioneel stadion in Dunajská Streda, een stad in Slowakije. 
Het stadion heette eerder het Mestskýštadión, maar werd in 2016 van naam veranderd. In dat jaar waren de grote renoveringen ook ten einde gekomen, waarbij het stadion volledig is gemoderniseerd. In het stadion is plaats voor 12.700 toeschouwers.
Het stadion wordt vooral gebruikt voor voetbalwedstrijden, de voetbalclub DAC 1904 Dunajská Streda maakt gebruik van dit stadion.  
Het stadion wordt ook gebruikt voor wedstrijden op het Europees kampioenschap voetbal mannen onder 19 van 2022. Er staan drie groepswedstrijden gepland en een halve finale.